# Emergenza

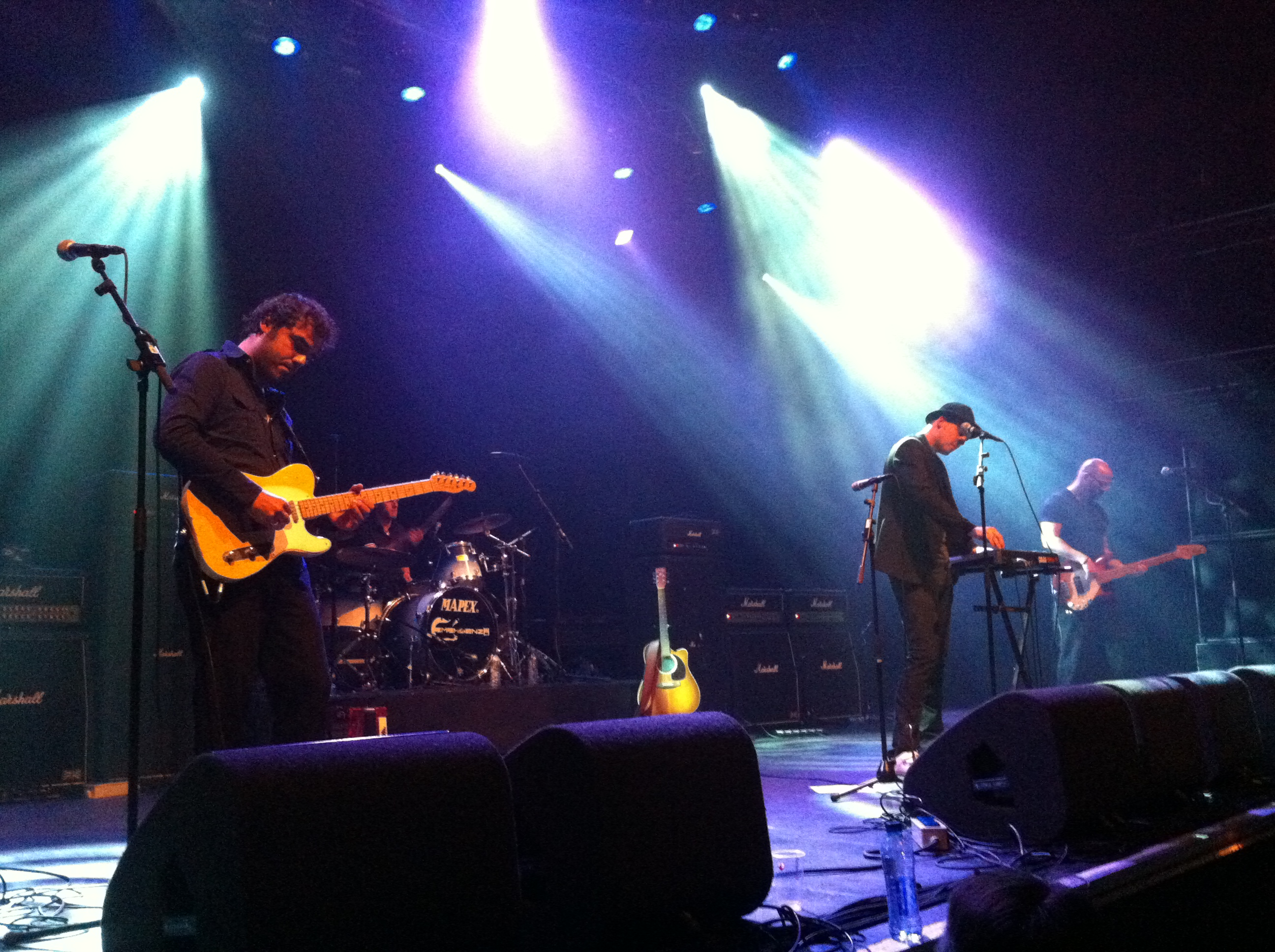
Knuckles of Frisco op de Emergenza Benelux finale 2011 in 013 Tilburg

Emergenza is een, van origine een Italiaans, pay to play muziekfestival voor opkomende bands. Tegenwoordig heeft het festival twee hoofdkantoren, één in Parijs en één in München. Het festival wordt gehouden in Australië, België, Canada, Denemarken, Duitsland, Finland, Frankrijk, Hongarije, Ierland, Italië, Japan, Nederland, Noorwegen, Oostenrijk, Rusland, Spanje, Slowakije, Tsjechië, het Verenigd Koninkrijk, de Verenigde Staten, Zweden en Zwitserland en is daarmee de grootste 'live' bandwedstrijd ter wereld.
Artiesten strijden om stemmen in een serie van concerten in een Battle of the Bands-formaat, waarbij de bands met de meeste publieksstemmen winnen. Bands betalen een inleg van 90 euro die ze door hun kaartverkoop terug kunnen verdienen. Na elke band wordt er door het publiek gestemd en de band met het meeste aantal stemmen gaat door naar de volgende ronde. In de laatste ronde speelt een vakjury ook een rol in de keuze welke band er doorgaat.
De winnaar van een regiofinale gaat door naar de landelijke finale (in het geval van Nederland, de Benelux-finale) en de winnaars daarvan nemen het tegen elkaar op op het Taubertal Festival in Duitsland, met ruim 25.000 bezoekers een van de grotere open-air festivals in Duitsland.

## Geschiedenis
Het eerste Emergenza festival werd in 1992 gehouden in Rome. In de jaren 90 breidde het festival zich door Europa uit.

## Hoe het werkt
Na inschrijving concurreren de bands in bandcontests georganiseerd op regionale locaties. Elke band krijgt een 30 minuten durende set. Er zijn eliminatie ronden gedurende het seizoen,
waarin de bands telkens kans hebben door te gaan naar een volgende ronde om zo uiteindelijk te spelen in clubs met internationale reputatie.
Het publiek kiest de bands die naar de volgende ronde mogen. Ze mogen zo vaak stemmen als ze willen en voor zoveel bands als ze willen. Alle bands, muzikanten en fans zien deze openbare stemming. Tijdens de finales is er ook een professionele jury. De Nederlandse finale wordt jaarlijks gehouden in de Melkweg in Amsterdam, daarna volgt de Benelux Finale in 013 te Tilburg.
Alle nationale winnaars spelen op de internationale finale in Rothenburg ob der Tauber, Duitsland op het Taubertal Festival. De reis, accommodatie en plaatselijk vervoer wordt betaald door de organisatie van Emergenza festival. Tijdens de 3 dagen van het Taubertal Open Air Festival, krijgen de finalisten de kans om het podium te delen met vele succesvolle en beroemde bands en te spelen voor zo'n 30.000 mensen.
De "Best Band in the World ', zoals gestemd door de jury tijdens de internationale finale, krijgt vervolgens een volledige productie, een Europese clubtour, muziek instrumenten en ander technisch materiaal.
Daarnaast wordt ook nog de "Beste Drummer", "Beste Zanger", "Beste Gitarist" en "Beste Bassist" gekozen. Zij krijgen ook instrumenten en ander technisch materiaal van de festival sponsors.

## 2011
Uitslag van de Benelux-finale, die op 18 juni 2011 in de grote zaal van 013 in Tilburg gehouden werd:
| 1  | KNUCKLES OF FRISCO   |
| 2  | The Quaint           |
| 3  | River of Brakelights |
| 4  | Get-Stas!            |
| 5  | Mayday 13            |
| 6  | Leanne!              |
| 7  | After Seven          |
| 8  | De Theezakjes        |
| 9  | Sanquin              |
| 10 | Sixtynine            |
| 11 | Stroave              |
| 12 | Sugarsweet           |
| 13 | Red Lemon            |
| 14 | Striky Exit          |